# Carlos de Valois, duque de Angulema
Carlos de Valois (22 de enero de 1522 - 9 de septiembre de 1545), sexto hijo de Francisco I de Francia y Claudia de Francia. Fue duque de Orleans desde 1522 a 1545. Su hermano fue Enrique II de Francia y su cuñada Catalina de Médici.

## Biografía
Era el más hermoso de los hijos de Francisco. La viruela lo volvió ciego de un ojo, pero al parecer no era notorio. Era conocido por sus travesuras salvajes, sus bromas, extravagancia y frivolidad, que su padre aprobaba de todo corazón. Era, de lejos, el hijo favorito del rey y además, era muy popular entre la corte. Se creía que la nobleza francesa de la época hubiera preferido tenerlo como el delfín en lugar de su hermano que no parecía recuperarse de sus años de cautiverio en España.
En 1540 Carlos V, como propuesta de paz, propone una alianza matrimonial con su padre, Francisco I. El trato era dar por esposa a su hija María de Habsburgo al príncipe Carlos. El emperador le habría entregado como dote los Países Bajos, el Franco Condado y Charolais, pero quería que Francisco I le entregara el condado de Saboya y la Lombardía.
El acuerdo resultaba ser demasiado pedir para el Rey de Francia, ya que no estaba dispuesto a dejar sus dominios en Italia. En realidad, detrás de este rechazo del tratado se encontraba su favorita, Madame d'Etampes, quien quería una guerra entre Francia y el Imperio para golpear así al delfín Enrique y a su amante Diana de Poitiers.
Las hostilidades comenzaron el 10 de julio de 1542 en la Lorena. Carlos participó en el conflicto como jefe de tropas del Rin, trató de alcanzar a su hermano Enrique quien era jefe del ejército del Sur en Perpiñán, pero no llegó a tiempo para prestarle ayuda y Francia sufrió una derrota.
Carlos V propuso nuevamente a Francisco la posibilidad de casar a Carlos con su hija María o con una de las hijas de Fernando I de Habsburgo, hermano de Carlos. Esta vez el emperador le ofrecía Milán y renunciaba a sus derechos sobre Borgoña, a cambio Francisco I debía entregar a su hijo el ducado de Orleans, sus feudos en Chatellerault, la Lorena y Angoumois.
El tratado, sin embargo, no llegó a buen puerto ya que Carlos murió el 9 de septiembre de 1545. Algunos pensaban que había sido envenenado, pero la mayoría está de acuerdo en que era la "plaga" (probablemente alguna forma de gripe) lo que lo mató. Fue enterrado junto a su padre, Francisco I de Francia y su hermano, el delfín Francisco en la basílica de Saint-Denis.